# Biersteker
Biersteker heeft verschillende betekenissen. De naam komt ook voor als Bearsticker, Beerstecher, Beerstecker, Bierstaker, Bierstecker, Bierstee, Biersteecker, Biersteeckers, Biersteeker, Biersteekers, Biersteker, Bierstekers.

## Betekenissen
- Een man die bier van verschillende brouwsels en soms verschillende jaargangen mengt (versteekt) (zie Geuzestekerij)
- Een tussenverkoper/groothandelaar in bier, leverancier aan de horeca - bron: Van Dale Groot woordenboek van de Nederlandse taal 14 (2005)
- Biertapper, ook wel tireur de bière of bierbeschooier.  (Nederlandsch Woordenboek van Kroes en te Winkel)
- Biersteker, m. (-s): bierverkooper (Nieuw Woordenboek der Nederlandsche Taal (1864) - bron: I.M. Calisch en N.S. Calish)
- Een man die het bier "afsteekt": bepalen van de hoeveelheid bier en het alcoholpercentage in verband met te betalen accijns (belasting).
- In de brouwerswereld een man die een nieuw vat "aansteekt" (aanslaat).
- Een toestel dat in een bierfust wordt gestoken waardoor het bier van het fust kan worden getapt. Synoniem: steekkraan.
- Een steekwagen waarop het bier werd vervoerd.